# Alopua Petoa
Alopua Petoa (Nauru, 24 de janeiro de 1990) é um futebolista de Tuvalu. Joga como atacante, e desde 2013 representa o clube neozelandês Waitakere City.

## Carreira
Nascido em Nauru, Alopua defendeu o Tofaga, clube onde iniciou a carreira em 2006, durante a maior parte da carreira. Saiu do time em 2012 para o VV Brabantia (time amador dos Países Baixos) para um período de 3 meses de treino, juntamente com o meio-campista Vaisua Liva - ambos foram os primeiros jogadores tuvaluanos a integrar o elenco de um clube europeu. Em 2013, a dupla assinou com o Waitakere City, time da segunda divisão neozelandesa, sendo os únicos atletas semi-profissionais de Tuvalu.
.

## Seleção Tuvaluana

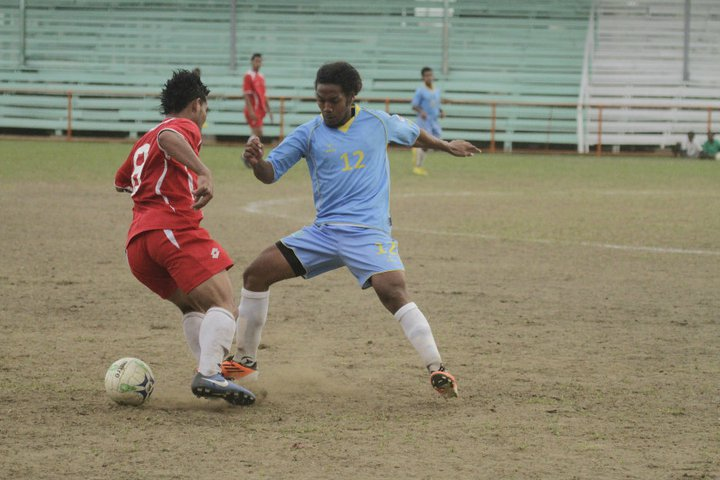
Alopua em jogo da Seleção de Tuvalu, em 2011.

Integrante da Seleção Tuvaluana (que ainda não encontra-se filiada à FIFA, embora seja membro associado da OFC) desde 2011, Alopua é o maior artilheiro do selecionado, com 6 gols marcados em 5 partidas.

## Links
- Alopua Petoa em National-Football-Teams.com